# George Gervin
George Gervin (Detroit, 27 april 1952),  bekend onder de bijnaam "The Iceman", is een voormalig Amerikaanse basketballer.
Hij speelde als shooting-guard in zowel de ABA (met Virginia Squires) als de NBA (met de San Antonio Spurs en de Chicago Bulls) gedurende 14 seizoenen in totaal. Gervin haalde gemiddeld 14 punten per wedstrijd in al zijn 14 ABA- en NBA-seizoenen en eindigde met een NBA-carrièregemiddelde van 26,2 punten per wedstrijd. Hij werd vier keer de topscorer van het NBA-seizoen (1978, 1979, 1980 en 1982). 
Hierna speelde Gervin meerdere jaren in Europa, in Italië voor Banco Roma en in Spanje voor TDK Manresa. Gervin wordt beschouwd als een van de beste shooting-guards in de geschiedenis van de NBA. In 1996 werd hij opgenomen in de Basketball Hall of Fame en in de lijst van 50 beste NBA-spelers aller tijden. 